# 得抚富士
得抚富士（日语：／）或科洛科尔火山（俄語：Вулкан Колокол）是得抚岛的火山，属萨哈林州库里尔斯克区，海拔1,328米，最近一次喷发在1973年。